# One Law for Both
One Law for Both er en amerikansk stumfilm fra 1917 af Ivan Abramson.

## Medvirkende
- Rita Jolivet som Elga Pulaski
- James Morrison som Ossip Pulaski
- Leah Baird som Helen
- Vincent Serrano som Hutchinson
- Paul Capellani som Slezak